# Ranularia rehderi
Ranularia rehderi is een slakkensoort uit de familie van de Ranellidae. De wetenschappelijke naam van de soort is voor het eerst geldig gepubliceerd in 1950 door A.H. Verrill.